# Paspalum longifolium
Paspalum longifolium är en gräsart som beskrevs av William Roxburgh. Paspalum longifolium ingår i släktet tvillinghirser, och familjen gräs. IUCN kategoriserar arten globalt som livskraftig. Inga underarter finns listade i Catalogue of Life.